# Wereldbeker telemarken 2017/2018
De wereldbeker telemarken 2017/2018 ging van start op 1 december 2017 in het Oostenrijkse
Hintertux en eindigde op 17 maart 2018 in het Zwitserse Mürren.
De telemarker die aan het einde van het seizoen de meeste punten heeft verzameld, wint de algemene wereldbeker. Vorig seizoen wonnen Tobias Müller en Amélie Reymond die algemene wereldbeker.

## Mannen

### Kalender
| Datum      | Plaats                 | Onderdeel       | Eerste              | Tweede              | Derde               |
| ---------- | ---------------------- | --------------- | ------------------- | ------------------- | ------------------- |
| 01/12/2017 | Hintertux              | Sprint          | Dayer Bastien       | Stefan Matter       | Trym Nygaard Loeken |
| 02/12/2017 | Hintertux              | Sprint          | Nicolas Michel      | Trym Nygaard Loeken | Philippe Lau        |
| 03/12/2017 | Hintertux              | Parallel Sprint | Dayer Bastien       | Guillaume Issautier | Jonas Schmid        |
| 12/01/2018 | Pralognan-la-Vanoise   | Sprint          | Nicolas Michel      | Jure Ales           | Trym Nygaard Loeken |
| 13/01/2018 | Pralognan-la-Vanoise   | Klassiek        | Stefan Matter       | Jure Ales           | Nicolas Michel      |
| 20/01/2018 | Suicide Six Ski Resort | Sprint          | Jure Ales           | Nicolas Michel      | Stefan Matter       |
| 21/01/2018 | Suicide Six Ski Resort | Parallel Sprint | Nicolas Michel      | Guillaume Issautier | Jure Ales           |
| 22/01/2018 | Suicide Six Ski Resort | Sprint          | Nicolas Michel      | Lau Philippe        | Trym Nygaard Loeken |
| 24/01/2018 | Sugarbush Resort       | Klassiek        | Jure Ales           | Nicolas Michel      | Stefan Matter       |
| 25/01/2018 | Sugarbush Resort       | Klassiek        | Lau Philippe        | Nicolas Michel      | Dayer Bastien       |
| 26/01/2018 | Sugarbush Resort       | Sprint          | Lau Philippe        | Nicolas Michel      | Stefan Matter       |
| 03/02/2017 | Bad Hindelang          | Sprint          | Lau Philippe        | Nicolas Michel      | Stefan Matter       |
| 04/02/2017 | Bad Hindelang          | Parallel Sprint | Nicolas Michel      | Trym Nygaard Loeken | Stefan Matter       |
| 07/02/2018 | Krvavec                | Sprint          | Afgelast            | Afgelast            | Afgelast            |
| 08/02/2018 | Krvavec                | Parallel Sprint | Stefan Matter       | Trym Nygaard Loeken | Lau Philippe        |
| 14/03/2018 | Rjukan                 | Sprint          | Trym Nygaard Loeken | Jure Aleš           | Stefan Matter       |
| 15/03/2018 | Rjukan                 | Parallel Sprint | Trym Nygaard Loeken | Jure Aleš           | Bastien Dayer       |
| 16/03/2018 | Rjukan                 | Parallel Sprint | Jure Aleš           | Bastien Dayer       | Trym Nygaard Loeken |
| 17/03/2018 | Rjukan                 | Sprint          | Phillippe Lau       | Stefan Matter       | Trym Nygaard Loeken |
| 22/03/2018 | Mürren/Schilthorn      | Parallel Sprint | Phillippe Lau       | Trym Nygaard Loeken | Nicolas Michel      |
| 24/03/2018 | Mürren/Schilthorn      | Sprint          | Trym Nygaard Loeken | Bastien Dayer       | Phillippe Lau       |
| 25/03/2018 | Mürren/Schilthorn      | Klassiek        | Trym Nygaard Loeken | Phillippe Lau       | Stefan Matter       |

## Vrouwen

### Kalender
| Datum      | Plaats                 | Onderdeel       | Eerste               | Tweede               | Derde                |
| ---------- | ---------------------- | --------------- | -------------------- | -------------------- | -------------------- |
| 01/12/2017 | Hintertux              | Sprint          | Beatrice Zimmermann  | Johanna Holzmann     | Jasmin Taylor        |
| 02/12/2017 | Hintertux              | Sprint          | Johanna Holzmann     | Beatrice Zimmermann  | Argeline Tan Bouquet |
| 03/12/2017 | Hintertux              | Parallel Sprint | Johanna Holzmann     | Jasmin Taylor        | Simone Oehrli        |
| 12/01/2018 | Pralognan-la-Vanoise   | Sprint          | Johanna Holzmann     | Argeline Tan Bouquet | Jasmin Taylor        |
| 13/01/2018 | Pralognan-la-Vanoise   | Klassiek        | Argeline Tan Bouquet | Johanna Holzmann     | Jasmin Taylor        |
| 20/01/2018 | Suicide Six Ski Resort | Sprint          | Jasmin Taylor        | Johanna Holzmann     | Argeline Tan Bouquet |
| 21/01/2018 | Suicide Six Ski Resort | Parallel Sprint | Johanna Holzmann     | Argeline Tan Bouquet | Jasmin Taylor        |
| 22/01/2018 | Suicide Six Ski Resort | Sprint          | Simone Oehrli        | Jasmin Taylor        | Argeline Tan Bouquet |
| 24/01/2018 | Sugarbush Resort       | Klassiek        | Jasmin Taylor        | Argeline Tan Bouquet | Simone Oehrli        |
| 25/01/2018 | Sugarbush Resort       | Klassiek        | Argeline Tan Bouquet | Johanna Holzmann     | Jasmin Taylor        |
| 26/01/2018 | Sugarbush Resort       | Sprint          | Argeline Tan Bouquet | Beatrice Zimmermann  | Johanna Holzmann     |
| 03/02/2017 | Bad Hindelang          | Sprint          | Beatrice Zimmermann  | Argeline Tan Bouquet | Jasmin Taylor        |
| 04/02/2017 | Bad Hindelang          | Parallel Sprint | Johanna Holzmann     | Beatrice Zimmermann  | Argeline Tan Bouquet |
| 07/02/2018 | Krvavec                | Sprint          | Afgelast             | Afgelast             | Afgelast             |
| 08/02/2018 | Krvavec                | Parallel Sprint | Jasmin Taylor        | Argeline Tan Bouquet | Beatrice Zimmermann  |
| 14/03/2018 | Rjukan                 | Sprint          | Martina Wyss         | Beatrice Zimmermann  | Guro Helde Kjølseth  |
| 15/03/2018 | Rjukan                 | Parallel Sprint | Johanna Holzmann     | Guro Helde Kjølseth  | Argeline Tan Bouquet |
| 16/03/2018 | Rjukan                 | Parallel Sprint | Johanna Holzmann     | Beatrice Zimmermann  | Jasmin Taylor        |
| 17/03/2018 | Rjukan                 | Sprint          | Argeline Tan Bouquet | Johanna Holzmann     | Jasmin Taylor        |
| 22/03/2018 | Mürren/Schilthorn      | Parallel Sprint | Jasmin Taylor        | Johanna Holzmann     | Beatrice Zimmermann  |
| 24/03/2018 | Mürren/Schilthorn      | Sprint          | Johanna Holzmann     | Beatrice Zimmermann  | Argeline Tan Bouquet |
| 25/03/2018 | Mürren/Schilthorn      | Klassiek        | Beatrice Zimmermann  | Johanna Holzmann     | Martina Wyss         |

## Gemengd

### Kalender
| Datum      | Plaats            | Onderdeel            | Eerste    | Tweede   | Derde     |
| ---------- | ----------------- | -------------------- | --------- | -------- | --------- |
| 21/03/2018 | Mürren/Schilthorn | Team Parallel Sprint | Frankrijk | Slovenië | Noorwegen |